# Trzciniec Mały
Trzciniec Mały [ˈtʂt͡ɕiɲet͡s ˈmawɨ] est un village polonais de la gmina de Kosów Lacki dans le powiat de Sokołów et dans la voïvodie de Mazovie, au centre-est de la Pologne.
Il se situe à environ de 2 kilomètres au sud de Kosów Lacki, 21 kilomètres au nord de Sokołów Podlaski et à 89 kilomètres au nord-est de Varsovie.
Sa population est de 131 habitants en 2006.